# Enrico Reycend
Enrico Reycend (Torino, 3 novembre 1855 – Torino, 21 febbraio 1928) è stato un pittore italiano.

## Biografia
Nato a Torino il 3 novembre 1855 da Marianna Savi e dal libraio di origine francese Luigi, discendente di una storica famiglia di editori, frequenta senza diplomarsi l'Accademia Albertina di Torino fino al 1872 e in seguito prosegue
la sua formazione seguendo lezioni private presso i maestri Enrico Ghisolfi, Lorenzo Delleani e Antonio Fontanesi; in seguito, si affina con una serie di soggiorni a Parigi, dove nel 1878 visita l'Esposizione Universale e viene estremamente colpito dalle opere di Corot e degli Impressionisti. Ritornerà nella capitale francese per esporvi nel 1890 e nel 1900.
Presenzia annualmente al Circolo degli Artisti di Torino dal 1874 al 1920, alle mostre della Società Promotrice di Belle Arti dal 1873, dove esordisce con Un acquedotto sulla Dora e La cinta di Vanchiglia al 1927 e a Firenze dal 1874 con In autunno e Nei dintorni di Rivoli al 1889.
Nel 1875 presenta a Brera Mattino d’agosto e a Genova L’inverno e In autunno, nel 1877 a Brera Tempo melanconico e a Napoli In Piemonte, nel 1880 a Torino espone Natura mesta e La quiete, nel 1881 partecipa a Brera con l'apprezzato In ottobre, Sul Canavese e Rive del Po, nel 1882 a Brera con Dintorni di Torino, Mattino di luglio e Il pomeriggio, nel 1883 ancora a Brera con Ritorno al pascolo e Lungo il Po a Torino (noto anche come Lungo il Po, presso la Gran Madre di Dio di Torino, una delle opere più significative di Reycend), acquistato dalla Galleria d'Arte Moderna di Verona.
Tra il 1885 e il 1886 soggiorna a Genova, riproducendo marine e paesaggi in diverse condizioni atmosferiche (Tempo grigio nel porto di Genova, esposto nel 1885 a Firenze, Il porto di Genova a Brera nel 1886, Pioggia nel porto di Genova a Bologna nel 1888), modo comune ai colleghi Impressionisti francesi.
Nel 1886 è ancora a Brera con Giornata triste, Tempo grigio, Studi dal vero e Note d'autunno, nel 1887 è presente all'Esposizione Nazionale di Venezia con Pomeriggio, Studi dal vero, Fine d'agosto e di nuovo Il porto di Genova e alla Donatelliana di Napoli, dove si aggiudica una medaglia d’oro per In Piemonte, l'anno successivo espone alla Nazionale di Bologna
Mattino fra i monti, Pioggia nel porto di Genova, Scalo di ferrovia a Torino, Settembre in montagna e Sole velato, nel 1889 a Firenze Tra i monti, nel 1891 è alla Triennale di Brera con Mattino in montagna, Giornata grigia e Spiaggia a Varazze.
Nel 1894 diventa socio onorario dell'Accademia di Brera grazie al successo riscontrato dal suo dipinto Cantuccio quieto, ripetuto nel 1895 a Venezia con Quiete montanina e inizia a esporre in tutto il mondo, come nel 1897 a Dresda, dove si aggiudica una medaglia d'argento, Monaco di Baviera (1901 e 1909), Londra (1904), Barcellona (1911), San Francisco e Saint Louis, Santiago del Cile e Buenos Aires.
Nel 1902 il cugino ingegnere Giovanni Angelo Reycend fonda la rivista L'Arte decorativa moderna insieme a Davide Calandra, Leonardo Bistolfi, Giorgio Ceragioli ed Enrico Thovez e figura con l'amico Leonardo Bistolfi nel comitato promotore per l'Esposizione internazionale di arte decorativa moderna di Torino.
Nel 1904 è ancora a Brera con D'autunno nel frutteto, Mattino d’Aprile e Quiete montanina, nel 1906 presenta Meriggio alla marina, Solitudine alpestre e Armonie nel mare, l'anno successivo Ultima luce e Gaiezze montanine, nel 1908 Orizzonte,
nel 1912 viene apprezzato alla Promotrice di Torino per Sorrisi di maggio, Boschetto in montagna, Pace montanina e Sulla spiaggia di Noli, l'anno successivo espone Meriggio di maggio nel Canavese e Giornata grigia alla marina,
nel 1914 espone Quiete montanina e Frescure estive, l'anno successivo Preludio d’autunno e nel 1916 Armonie grigie del mare e Mare nostrum, nel 1918 Casolari fra i monti.
La vita privata è contraddistinta da importanti difficoltà economiche sofferte nel dopoguerra, dovute anche allo scarso appeal dei suoi quadri, ritenuti superati e fuori moda dalla critica contemporanea (nel 1905 non viene neppure invitato alla Biennale di Venezia) e dalla drammatica perdita di numerosi figli avuti dalla moglie Rosa Bertola: di nove figli, solo Marianna è ancora in vita al suo decesso, avvenuto il 21 febbraio del 1928.
La rivalutazione dei lavori dei Reycend avviene solo nella seconda metà del Novecento per particolare merito dello storico piemontese Roberto Longhi, che gli dedica alcuni scritti, include le sue opere nella mostra della Biennale di Venezia del 1952 e acquista sul mercato antiquario diverse opere, donandole successivamente al Museo Civico di Torino, dove sono tuttora conservate.

Un'altra importante retrospettiva sull'artista, è stata allestita nel 1955 alla Galleria Fogliato di Torino.

### Stile
(Angelo de Gubernatis, Dizionario degli artisti italiani viventi, Le Monnier, Firenze 1889, p. 411)
Definito riduttivamente dai contemporanei come paesista piemontese e presto dimenticato dalla critica (Lunga disconoscenza, secondo gli scritti del Longhi), Reycend è stato rivalutato nel secolo XIX come artista che si distingue per un'impronta originale e intimista, un delicato senso poetico, uno stile e una tecnica peculiari
per alcuni tratti paragonabili a quello dei colleghi Impressionisti francesi.
Come gran parte degli alunni di Fontanesi, Reycend si avvia come pittore verista impegnato nella riproduzione all'aria aperta di paesaggi piemontesi e liguri, ma sviluppa presto
uno stile personale e di grande sensibilità, sicuramente influenzato dagli incontri con Vittorio Avondo e in particolare con Filippo Carcano, capo scuola del naturalismo lombardo.
Nella sua produzione matura sperimenta stesure di pennellate vivaci sul modello del Puntinismo francese, al quale sembra essere arrivato in modo autonomo, oltre a una sua personale riproduzione
dello stile divisionista.
(Roberto Longhi. Ricordo di Reycend su Paragone, 1952, pp. 43-55)
(Alfredo Vinardi in Emporium, Vol. XXXVI, pp. 144-145)

### Opere principali
- In montagna dopo il temporale (1875-1906), olio su cartone, Palazzo della Ragione, Verona;
- Mattino (1875), olio su tela, collezione privata, Palazzo della Prefettura di Torino;
- Due alberi nel piano d'inverno (1880-1890), olio su cartone, Galleria d'Arte Moderna di Torino[6];
- Lungo il Po presso la gran Madre di Dio a Torino (1882), olio su tela, Galleria d'Arte Moderna di Torino[7];
- Piazza alberata con casa e chiesa (1885-1890), olio su cartone, Galleria d'Arte Moderna di Torino[8];
- Dintorni di Torino (1885-1890), olio su cartone, Galleria d'Arte Moderna di Torino[9];
- Giardino di Torino (1885-1890), olio su cartone, Galleria d'Arte Moderna di Torino[10];
- Porto di Savona (1885-1890), olio su cartone, Galleria d'Arte Moderna di Torino[11];
- Porto di Genova (1886), olio su tela, Galleria d'Arte Moderna di Torino[12];
- Campagna con due alberi sotto la neve (1880-1890), olio su cartone, Galleria d'Arte Moderna di Torino;
- Spiazzo alberato con case a campanile (1885-1890), olio su cartone, Galleria d'Arte Moderna di Torino;
- Marina (1886 - 1890), olio su tavola, Museo Luigi Mallé, Dronero[13];
- Porto di Genova di notte (1890), olio su cartone, Galleria d'Arte Moderna di Torino[14];
- In giardino (1890), olio su tavola, Galleria d'Arte Moderna di Torino[15];
- Donna in rosso e bimba in bianco (1890), olio su tavola, Galleria d'Arte Moderna di Torino[16];
- Campagna canavesana (1892), olio su tela, Galleria d'Arte Moderna di Torino;
- Cimitero di campagna (1894), olio su tela, Galleria d'Arte Moderna di Torino;
- Sole di marzo (1897), olio su tela, Museo Civico di Cuneo;
- In montagna (1899), olio su tavola, Galleria d'Arte Moderna di Torino;
- Villaggio sotto la neve (1899), olio su tela, Galleria d'Arte Moderna di Torino;
- Campagna con stagno (1899), olio su tela, Galleria d'Arte Moderna di Torino;
- Ultima luce sul mare (non datato), olio su cartone, collezione privata;
- Calma vespertina (1907), olio su tela, Galleria d'Arte Moderna di Torino;
- Dalle alture torinesi (1907), olio su tela, Galleria d'Arte Moderna di Torino;
- Gaiezze montanine (1907), olio su tela, collezione privata;
- Meriggio (1909 c.), olio su tela, collezione privata;
- Veduta di paese fra i giardini (1910-1915), olio su tavola, Galleria d'Arte Moderna di Torino;
- Declivio boscoso d'inverno (1910-1920), olio su tavola, Galleria d'Arte Moderna di Torino[17];
- Filari d'alberi (1910-1920), olio su cartone, Galleria d'Arte Moderna di Torino;
- Squilli d'oro (1910-1920), olio su tavola, Galleria d'Arte Moderna di Torino[18];
- Sulla spiaggia di Noli (1916), olio su tavola, Fondo Ambiente Italiano;
- Paesaggio (1925), olio su cartone, Galleria Giannoni, Novara[19];
- Armonie d'autunno (1925), olio su cartone, collezione privata;
- Casa nella campagna (non datato), olio su cartone, collezione privata;
- Villa della Regina (non datato), olio su cartone, collezione privata;
- Paesaggio (non datato), olio su cartone, Galleria Giannoni, Novara[20];
- Meriggio di maggio nei dintorni di Ivrea (non datato), olio su tavola, Palazzo De Carolis, Roma;
- Armonie primaverili (non datato), olio su cartone, collezione privata.